# Аманколь
Аманко́ль (каз. Аманкөл) — село у складі Іргізького району Актюбінської області Казахстану. Входить до складу Аманкольського сільського округу.
У радянські часи село називалося Тельман, пізніше — імені Кулумбетова.
Населення — 486 осіб (2021; 902 у 2009, 1108 у 1999, 1283 у 1989).